# Britta Johanna Riis
Britta Johanna Riis (født 28. maj 1963 i Aalborg) er direktør for Dyrenes Beskyttelse.

## Baggrund og uddannelse
Britta Riis er datter af detailhandler Kai Holger Riis og hustru Maila R.F. Orvokki. Hun er uddannet cand. scient. pol fra Aarhus Universitet i 1994. Hun bor i Gentofte og er gift med direktør Gert Olsen.

## Karriere
Briita Riis har været sportschef i Dansk Rideforbund og konsulent i Team Danmark med ansvar for strategi og organisationsudvikling, inden hun igen vendte tilbage til Dansk Rideforbund som generalsekretær. I 2009 blev hun direktør i Dyrenes Beskyttelse, hvor hun bl.a. har stået for etableringen af en døgnbemandet vagtcentral, Dyrenes Vagtcentral, som der kan ringes til, hvis man har kendskab til eller har fundet dyr i nød.
Sideløbende med direktørgerningen i Dyrenes Beskyttelse var hun fra 2013-2016 vicepræsident og fra 2016 præsident i den fælleseuropæiske dyrevelfærdsorganisation, Eurogroup for Animals, og hun har været initiativtager til og siden 2021 bestyrelsesformand for den verdensomspændende dyrevelfærdsorganisation World Federation for Animals (WFA).
Riis har i en periode været medlem af hovedbestyrelsen for den Konservative vælgerforening i Gentofte og har opstillet flere gange for dette parti til kommunalvalg, senest i 2021, hvor hun blev valgt.